# 우주장

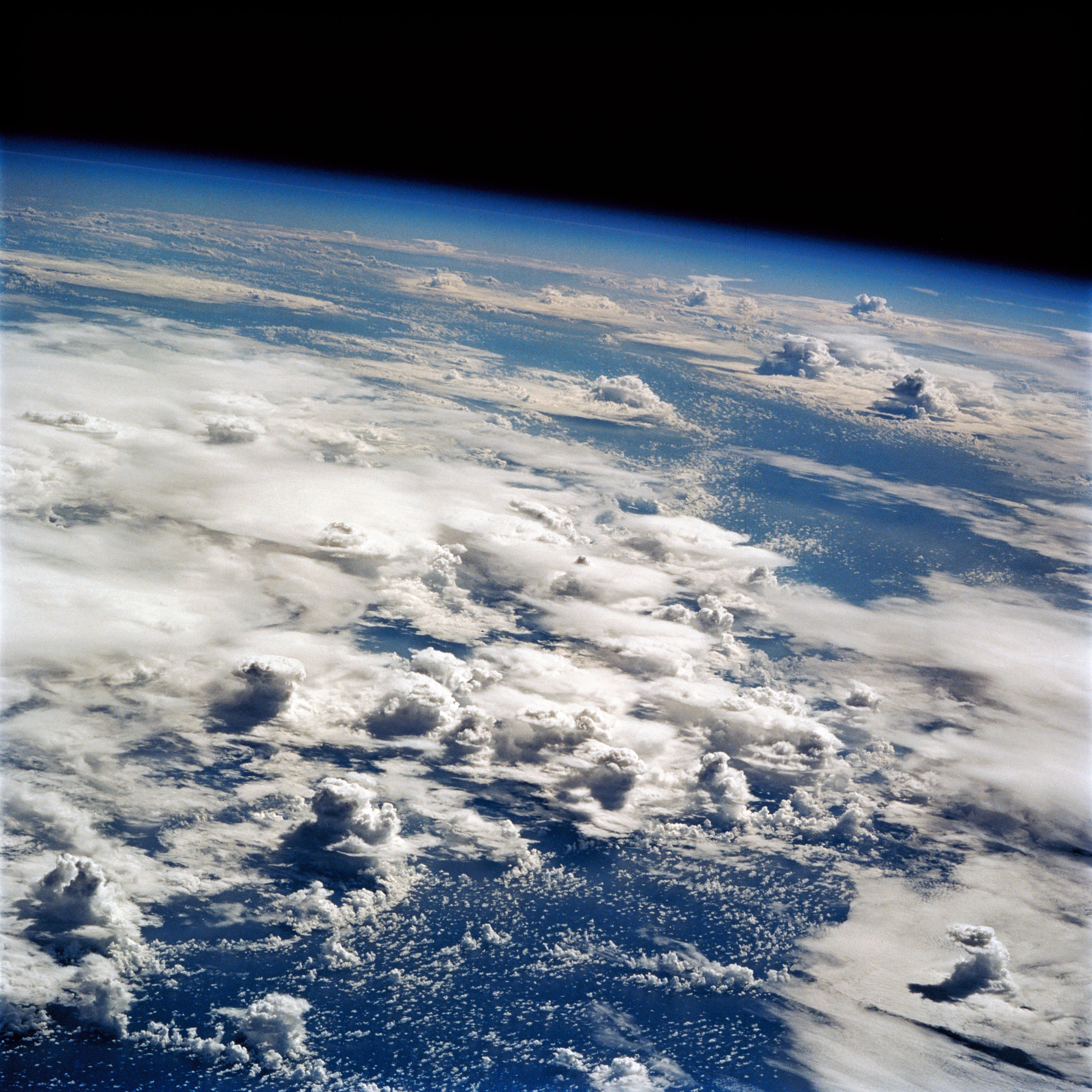
우주장을 통해 대기권 밖에서 화장된 유해를 발사한다.

우주장(宇宙葬, space burial)은 인간의 유해를 우주로 발사하는 것이다. 임무는 지구 주위의 궤도나 달과 같은 외계 물체 또는 더 먼 우주로 이동할 수 있다.
우주선이 지구 대기권으로 재진입하여 소실되거나 외계 목적지에 도달할 때까지 유해는 밀봉되어 있다. 준궤도 비행을 통해 잠시 동안 우주로 이동한 다음 지구로 돌아와 회수할 수 있다. 소량의 유해 샘플은 일반적으로 우주로 대량 발사하는 데 드는 비용을 최소화하여 그러한 서비스를 보다 저렴하게 만들기 위해 발사된다.

## 역사
재래식 로켓을 사용하여 인간의 유해를 우주로 발사하는 개념은 1931년 펄프 잡지 어메이징 스토리스에 게재된 중편 소설 "The Jameson Satellite"에서 SF 작가 닐 R. 존스(Neil R. Jones)에 의해 제안되었다. 나중에 1965년 영화 러브드 원을 통해, 그리고 1977년 4월 3일 시애틀 타임스 신문 기사의 리차드 디그루트(Richard DeGroot)에 의해 광고 서비스로 제안되었다. 1997년 이후 민간 회사인 셀레스티스는 2차 페이로드로 비행하여 수많은 우주장을 실시했다.